# Suazilandia en los Juegos Olímpicos de la Juventud 2018
Suazilandia participó en los Juegos Olímpicos de la Juventud 2018 en Buenos Aires, Argentina, celebrados entre el 6 y el 18 de octubre de 2018. Su delegación estuvo conformada por tres atletas en dos disciplinas. No obtuvo medallas en las justas.

## Medallero
| Medalla       | Oro | Plata | Bronce | Total |
| ------------- | --- | ----- | ------ | ----- |
| Total oficial | 0   | 0     | 0      | 0     |

## Disciplinas

### Atletismo
Suazilandia clasificó a dos atletas en esta disciplina.
- Eventos masculinos - Bongumenzi Mbingo
- Eventos femeninos - Khanyisile Hlatshwako

### Natación
Suazilandia clasificó a una atleta en esta disciplina.
- Eventos femeninos - Robyn Young